# 24時間の神話
「24時間の神話」（にじゅうよじかんのしんわ）は、VOICEの1枚目のシングル。1993年7月28日発売。

## 概要
VOICEのデビュー・シングル。本楽曲はフジテレビ系列で放送された東海テレビ制作昼の帯ドラマ『誘惑の夏』の主題歌として使用された。オリコンチャートのベスト10には入らなかったものの、有線放送でロング・ヒットとなる。最終的に約37万枚のセールスを記録したVOICE最大のヒット曲となり、全日本有線放送大賞新人賞を獲得した。

## 収録曲
- 全作詞：別所秀彦、作曲：別所芳彦、編曲：梅垣達志

1. 24時間の神話
  - 東海テレビ制作・フジテレビ系ドラマ『誘惑の夏』主題歌[3]
2. BROKEN DOWN
3. 24時間の神話（オリジナル・カラオケ）

## カバー
- 「24時間の神話」
  - SORA（同名の韓国出身の歌手とは別人）
  - ON/OFF
  - THE RASTA MONKEYS
  - おかゆ
  - 金澤豊 from EnGene.